# 西藏委陵菜
西藏委陵菜（学名：Potentilla xizangensis）为蔷薇科委陵菜属下的一个种。

## 扩展阅读
- 維基物種上的相關：西藏委陵菜